# Charles-Valentin Alkan
Charles-Valentin Alkan (Parigi, 30 novembre 1813 – Parigi, 29 marzo 1888) è stato un pianista e compositore francese.
Le sue composizioni per pianoforte solo includono alcune opere tra le più difficili dell'intera letteratura pianistica e gli interpreti che possono padroneggiarle sono molto pochi. Il suo attaccamento alle proprie origini ebraiche è dimostrato sia dalla sua vita che dal suo lavoro.

## Biografia
Alkan Charles-Valentin Morhange nacque da una famiglia ebraica a Parigi, dove suo padre viveva come insegnante di musica. Charles-Valentin e i suoi fratelli, anch'essi musicisti, usarono il nome del padre, Alkan, come cognome. Charles-Valentin Alkan trascorse tutta la sua vita a Parigi e nei suoi dintorni. Gli unici viaggi conosciuti sono un ciclo di concerti tenuti in Inghilterra nel 1833-34, e una breve visita a Metz per questioni famigliari negli anni '40.
Alkan fu un bambino prodigio. All'età di sei anni entrò al Conservatoire de Paris, dove studiò pianoforte e organo. Alcuni dei suo insegnanti furono Victor Dourlen e Pierre-Joseph-Guillaume Zimmermann, che fu maestro anche di Georges Bizet, César Franck, Charles Gounod e Ambroise Thomas. A sette anni vinse un primo premio in solfeggio, mentre a nove anni Luigi Cherubini descrisse la sua tecnica e abilità come straordinarie. La sua prima opus (Variations sur un thème de Steibelt, una serie di 6 variazioni su un tema del pianista e compositore tedesco Daniel Steibelt) è datata 1826, risale dunque a quando Alkan aveva tredici anni. Si diplomò al conservatorio a diciotto anni con menzione speciale.
Dopo i vent'anni suonava in eleganti circoli sociali e insegnava pianoforte. Tra i suoi amici vi furono Franz Liszt, Fryderyk Chopin, George Sand e Victor Hugo. Già all'età di 24 anni si era costruito una reputazione come uno dei più grandi virtuosi del suo tempo, rivaleggiando con altri pianisti-compositori itineranti dell'epoca come Liszt, Sigismund Thalberg e Friedrich Kalkbrenner. Liszt una volta dichiarò che Alkan aveva la tecnica più perfetta che lui avesse mai visto. Da questo momento, a causa di vari problemi personali e contrattempi, si ritirò nello studio privato e nella composizione per il resto della sua vita, con solamente qualche rara incursione alle luci della ribalta. Malgrado la sua precoce fama, il talento e le doti tecniche, spese la maggior parte della propria vita dopo il 1850 nell'oscurità, suonando in pubblico solo occasionalmente. Nell'ultimo decennio emerse per dare una serie di Petit Concerts alle sale espositive Érard; non suonò solo musiche proprie, ma interpretò anche i suoi compositori preferiti da Bach in poi. Durante questi concerti era a volte assistito dai suoi fratelli. Tra i presenti vi era fra gli altri Vincent d'Indy il quale descrive con queste parole una sua esecuzione della sonata per pianoforte n.31 (op.110) di Beethoven: 
"Non so da dove iniziare nel descrivere ciò che è successo al grande poema beethoveniano - soprattutto durante l'Arioso e la Fuga, quando la melodia, addentrandosi nel mistero della morte, cresce fino a raggiungere un tripudio di luci, mi ha colpito per il grandissimo entusiasmo, come non ho più sperimentato da allora. La sua esecuzione aveva una maggiore intimità ed era più umanamente commovente di quella di Liszt ... ".
Ci sono periodi della vita di Alkan di cui poco si conosce, a parte la sua immersione nello studio della Bibbia e del Talmud. Appare dalla sua corrispondenza con Ferdinand Hiller che Alkan completò una traduzione integrale in francese sia del Vecchio che del Nuovo Testamento, dai loro linguaggi originari. Tutto ciò è andato completamente perduto, insieme a svariate composizioni di Alkan. Tra i lavori mancanti vi sono alcuni sestetti d'archi ed una sinfonia orchestrale, descritta in un articolo del 1846 da Léon Kreutzer, a cui Alkan aveva mostrato la partitura. Questa sinfonia è abbastanza diversa da quella per pianoforte solo, inserita nel ciclo di studi dell'op. 39.
Il pianista Elie-Miriam Delaborde (1839-1913) è ritenuto generalmente essere un figlio illegittimo di Alkan. Ebbe Alkan come maestro nella sua giovinezza e suonò e fece pubblicare molte opere di Alkan; come suo padre fu un notevole interprete del pianoforte con pedaliera.
Alkan morì a Parigi a 74 anni. Per molti anni si è creduto che la sua morte fosse stata causata dalla caduta di una libreria su di lui nella propria casa, fatta cadere mentre cercava di raggiungere un volume del Talmud da un alto scaffale. Questo racconto apocrifo, che sembra essere stato fatto circolare dal figlio Elie-Miriam Delaborde, è stato effettivamente confutato da Hugh Macdonald in un articolo del Musical Times (vol. 129, 1978 – More on Alkan's Death), nel quale è riportata una lettera contemporanea di uno degli allievi di Alkan in cui viene spiegato che Alkan morì in seguito all'essere rimasto intrappolato sotto un porte-parapluie (un pesante appendiabito/portaombrelli). La storia della libreria potrebbe avere le sue radici
in una leggenda raccontata dal rabbino Aryeh Leib ben Asher Gunzberg, conosciuto come 'Shaagat Aryeh', rabbino di Metz, città d'origine della famiglia di Alkan. È sepolto a Parigi nel Cimitero di Montmartre.
Circola un mito su un presunto necrologio di Alkan, addotto come fatto nella biografia del compositore di Ronald Smith e per questo largamente citato, accreditato al giornale 'Le Ménéstrel', che comincia con le seguenti parole: "Alkan è morto. Ha dovuto morire per provare la sua esistenza". Nessun necrologio del genere è mai apparso su 'Le Ménéstrel' e nessun altro è stato individuato, fino ad oggi, in alcun altro giornale dell'epoca.

## Musica
Come Chopin, Alkan scrisse quasi solamente per tastiera, benché nel suo caso ciò includa anche l'organo e il pédalier (un pianoforte con pedaliera), di cui fu un celebre esponente. Alcune sue musiche richiedono un abbagliante virtuosismo, grandi velocità di esecuzione, enormi balzi in rapidità, lunghi sforzi per le note veloci ribattute e il mantenimento di linee di contrappunto largamente spaziate. Per la potenza espressiva e la sua capacità di riprodurre ed utilizzare una grande varietà di timbri simili a quelli che si possono trovare in un'orchestra tramite l'uso del solo pianoforte, Hans von Bülow lo definì il Berlioz del pianoforte.
Tra le composizioni degne di nota vi sono i Preludi (opus 31), la Grande Sonata Les Quatre Ages (opus 33), che descrive le quattro età dell'uomo, e i due libri di Studi in tutte le tonalità maggiori e minori (opus 35 maggiori e opus 39 minori). Questi sono ritenuti da alcuni sorpassare anche gli Studi trascendentali di Liszt in scala e difficoltà. La raccolta dell'opera 39 contiene la Sinfonia per Piano Solo (numeri quattro, cinque, sei e sette), e il Concerto per Piano Solo (numeri otto, nove e dieci). Solo il concerto richiede quasi un'ora nel suonarlo, e si presenta come una grande sfida per l'interprete. Marc-André Hamelin disse della musica di Alkan: 
Il numero dodici dell'opera 39 è un set di 25 variazioni su un tema, Le festin d'Esope (La festa di Esopo). Compose inoltre altri pezzi a programma come Le chemin de fer (1844) che può essere considerato come il primo esempio di ritratto musicale sulla ferrovia.
Le sue composizioni cameristiche comprendono una sonata per violino, una sonata per violoncello ed un trio per pianoforte. Uno dei suoi pezzi più bizzarri è la Marcia funebre sulla morte d'un pappagallo, per tre oboi, fagotto e voci.
Musicalmente, molte delle sue idee sono non convenzionali, ancora innovative. Alcune delle sue composizioni in più movimenti mostrano una "tonalità progressiva" che sarebbe divenuta familiare
al più tardo compositore danese Carl Nielsen (ad esempio, il primo concerto da camera di Alkan inizia in la minore e termina in Mi maggiore). È rigoroso nell'evitare modulazioni enarmoniche, modulando in qualche caso verso tonalità contenenti doppi diesis o doppi bemolli, così che ai pianisti è a volte richiesto di venire a capo di tonalità distanti come Mi diesis maggiore e dell'occasionale triplo diesis.
Alkan sembra avere avuto pochi seguaci, benché tra i suoi ammiratori vi fossero Ferruccio Busoni e Anton Rubinstein. Il secondo gli dedicò un concerto. Sia Debussy che Ravel studiarono la sua musica con maestri che lo conoscevano personalmente e notarono il loro debito nei suoi confronti. Il compositore Kaikhosru Shapurji Sorabji promosse la musica di Alkan nei suoi saggi e critiche; compose inoltre un lavoro con un movimento intitolato Quasi Alkan. Le composizioni organistiche di Alkan erano note a César Franck, Camille Saint-Saëns e altri e la loro influenza può essere rintracciata nella storia dell'organo francese fino ai giorni nostri.
Per molti anni dopo la sua morte, il lavoro di Alkan fu quasi totalmente dimenticato. Tuttavia vi è stata una costante rinascita di interesse nei confronti delle sue composizioni durante tutto il corso del XX secolo. Lavori di Alkan sono stati incisi tra gli altri da Egon Petri, John Ogdon, Raymond Lewenthal, Ronald Smith, Jack Gibbons, Mark Latimer, Stephanie McCallum, Stéphanie Elbaz, Pierre Réach, Marc-André Hamelin, Trevor Parks, Dmitrij Feofanov, Vincenzo Maltempo, Costantino Mastroprimiano e Emanuele Delucchi.